# Aubin-Saint-Vaast
Aubin-Saint-Vaast település Franciaországban, Pas-de-Calais megyében. Lakosainak száma 735 fő (2022. január 1.). Aubin-Saint-Vaast Contes, Maresquel-Ecquemicourt, Mouriez, Bouin-Plumoison, Gouy-Saint-André, Guisy és Hesdin-la-Forêt községekkel határos.

## Népesség
A település népességének változása:
| Lakosok száma | 754  | 770  | 782  | 759  | 751  | 742  | 734  | 734  | 735  |
|               | 2013 | 2015 | 2016 | 2017 | 2018 | 2019 | 2020 | 2021 | 2022 |